# Сийпанташ (Куруксай) (наскальная живопись)
Сийпанташ (uzb. Siipantash, «скользкий камень») — группа скальных камней с петроглифами в урочище Куруксай (uzb. Kuruksai, «сухой ручей») в 25 км к северо-западу от города Китаб в Китабском районе Кашкадарьинской области Узбекистана. Святилище эпохи мезолита или неолита (между X—V тыс. до н. э.). Сохраняет ритуально-магическое значение для местных жителей и в настоящее время.

## Общая характеристика
Петроглифы Сийпанташа обнаружены и исследованы в 2001 году Кашкадарьинской археологической экспедицией НГУ (Ташкент) и Институтом истории и археологии НАН Республики Узбекистан под руководством Р. Х. Сулейманова. Рисунки, нанесённые на стенах и потолке каменных навесов, исполнены охрой тёмно-коричневого, бордового, розового и жёлтого оттенков.
Как пишет руководитель экспедиции Р. Х. Сулейманов: «Большая удача ожидала нас в соседней долине Куруксая, где, согласно информации доцента Каршинского ирригационного института А. Жуманова, находились навесы с непонятными изображениями, нарисованными красной краской. Сообщалось и название этого местонахождения — Сийпанташ. Уже в г. Карши при демонстрации А. Жумановым любительских видеосъёмок, зафиксировавших отдельные рисунки Сийпанташа, стало понятно, что перед нами — уникальный памятник искусства далёкого прошлого, а знакомство с ним на месте превзошло все ожидания».
Предварительная датировка определена Р. Х. Сулеймановым в интервале мезолит — эпоха бронзы. Он же отмечает, что ряд петроглифов, выбитых на открытых скалах неподалёку от навесов, могут датироваться средневековьем и даже новым временем.

## Описание живописи Сийпанташа
Сийпанташ («Скользкий камень») представляет собой группу скальных навесов, расположенных на правом, обращённом к востоку, склоне ущелья Куруксай, отличающемся большим количеством обнажений гранитно-диоритовых пород. Каменные навесы, образовавшиеся в результате выветривания, имеют относительно ровные куполообразные поверхности, возвышающиеся над наклонной плоскостью скалы на 1-1,5 м и более.
Выделяются два больших навеса: первый, основной, длиной около 8 м и шириной 3-5 м, и второй навес, расположенный рядом, длиной около 4 м и шириной до 2 м. На нижних плоскостях обоих навесов имеются сделанные краской и выбитые изображения, нанесённые на шероховатую поверхность камня, покрытого известковым налётом, имеющим местами тёмно-серый, красно-коричневый или жёлто-коричневый оттенки.
Рисунки выполнены минеральной краской чёрного, жёлтого и красно-коричневого цветов разных тонов. Репертуар изображений основного навеса представлен в основном геометрическими фигурами: одиночные фигуры прямых и косых крестов, подошвообразный знак, ряды из коротких прямых или перекрещивающихся линий, окружность с крестом внутри и др. Центральное место среди них занимает силуэтная фигура быка с изогнутыми рогами, слабо просматриваются и другие силуэтные изображения.
В ряде случаев наблюдается перекрывание одних изображений другими, выполненными разной краской и, по-видимому, разновременными. В нижней части свода, у поверхности «пола», имеются изображения животных, выбитых по красноватому слою «патины».
Второй навес в верхней части, где имеется небольшая ниша овальной формы, украшен отпечатками 10-12 миниатюрных ладоней, сделанными красноватой краской. Отдельная группа рисунков включает сложные фигуры в виде овала с пересекающимися линиями, две окружности с крестами внутри, соединенные линией и др. Все изображения выполнены одной краской. Поверхность «пола» под основным навесом имеет наклон под углом около 40° и сильно заглажена; вдоль продольной оси навеса, непосредственно под изображениями, образовалась заполированная, скользкая дорожка, по которой скатываются приходящие сюда для поклонения взрослые и дети.
Расположение и форма окружающих навесы каменных глыб таковы, что открытый доступ к ним имеется только с одной (юго-восточной) стороны, где причудливо выветренные скалы образуют подобие арочного входа.

## Древнейшее святилище в Центральной Азии
Изображения Сийпанташа демонстрируют развитие искусства условных символов, если не считать единственной фигуры дикого быка в центре основного «полотна» или «галереи» изображений основного свода святилища. Это изображение близко по манере исполнения изображениям быков Зараутсая, являвшихся объектом добычи охотников с луками и собаками.
На рисунке Сийпанташа бык или корова имеет непропорционально укороченные ноги, голова с двумя едва заметными рожками неправдоподобно уменьшена, или голова животного повёрнута назад, как часто трактуется в палеолитическом искусстве. На спине выделяется небольшой бугор, характерный для зубровидной породы этих животных. Фигура животного трактована статично — с широко расставленными ногами, как у изображений быков Зараутсая. Как известно, изображение быка в архаических мифологических циклах связано с лунарной символикой, а изображение коровы, очевидно, отражает сцену рождения нового месяца. В то же время бык может означать бога грозы и дождя, и рождение нового месяца связано с осадками. Изображения лунного календаря в виде ряда из 28-29 точек или чёрточек типичны для палеолитического искусства.
Внимания заслуживает символ в виде квадрата, рассечённого по диагоналям крестом на четыре равнобедренных треугольника с точками посредине, что заставляет вспомнить о делении космоса и неба на четыре части, известном в мифологиях многих древних народов. К редким символам относится колоколовидная фигура с двумя вертикальными полосами внутри на горизонтальной подставке с двумя короткими ножками по краям. Но в живописи Сийпанташа этот символ означает, скорее всего, лёгкое жилище с овальным перекрытием.
Уникальными являются два ряда ромбовидных фигур, однако что они могли означать — непонятно.
В соседнем малом своде преобладают отпечатки рук разных размеров. Обычно это отпечатки левой руки. Часто четыре пальца кисти имеют почти одинаковую длину, а ладонь обозначена в виде несимметричного овала, что указывает на сложную технологию исполнения знаков. Отпечаток руки затем обводился и дорисовывался. Здесь, помимо отпечатков рук, имеются стреловидные и другие знаки. Знак руки обычно истолковывается как магический оберег.
Таким образом, тематика живописи Сийпанташа целиком связана с астральной и космической символикой. Особенно важно изображение лунного календаря как результата измерения времени и упорядочения изначального космического хаоса. В данном случае цикличность времени вполне осознана и зафиксирована количеством дней лунного месяца. Солярные знаки, возможно, следует истолковывать как начало счёта годичным циклам. В одном из поясков, составленных из ромбиков, их 12 или 13 (сохранность поясков не очень удовлетворительна), что может соответствовать количеству месяцев в году. Хотя во втором, хуже сохранившемся, ряду ромбиков больше.
В целом, для живописи Сийпанташа характерно отсутствие единых сцен, продуманной композиции или преднамеренной ориентации различных символов. Очевидно, что эти рисунки были нанесены не сразу, а в течение длительного периода.
Исходя из аналогий, можно полагать, что возраст наиболее древних петроглифов святилища Сийпанташ определяется между X—V тыс. до н. э. Здесь отсутствуют сюжеты тематики производящего хозяйства, отсутствует сама техника выбитых в рельефе петроглифов, распространённая в Центральной Азии с эпохи бронзы. Изображения козлов, охотников с луком на коне или с собакой, выбитые на поверхности больших камней, относящиеся к более позднему времени — эпохе бронзы, железному веку и даже позднее, обнаружены выше по склону горы на значительном расстоянии от скал Сийпанташа.
Таким образом, можно утверждать, что Сийпанташ — самое древнее на сегодняшний день святилище в Центральной Азии, где получили отражение представления людей каменного века о структуре космоса и времени. Знаки и символы Сийпанташа являются одной из древнейших в мире систематизаций представлений о ритме времени, пространстве и космических явлениях, зафиксированных абстрактными символами. В этом отличие живописи Сийпанташа от живописи всех известных памятников искусства, оставленных древними охотниками и собирателями Евразии, где основной темой изображений служили сцены охоты на промыслового зверя.

## Современное состояние памятника
Сийпанташ состоит на учёте как памятник местного значения, но границы памятника и охранной зоны не определены, физическая охрана со стороны государственных уполномоченных органов отсутствует.
Памятник находится на территории современного кишлака Куруксай, вблизи жилых и хозяйственных построек, тем не менее состояние навесов с изображениями и окружающих скал можно признать удовлетворительным.
Поверхность навесов с рисунками в ряде мест имеет видимые повреждения — отшелушивание, краска на отдельных изображениях отделяется вместе с поверхностной коркой камня или известкового налёта.

## Предположение о матриархате
Особое предположение связано с отпечатками рук на своде в одной из скал. Р. Х. Сулмейманов обращает внимание на то, что ладони небольшие, с характерно удлинёнными пальцами, то есть, похоже, женские. Видимо, это отпечатки рук тех, кто занимался художественным творчеством, украшая знаками своды каменного навеса. Можно предположить, что в святилище первобытного человека ритуалы священнодействия осуществляла женщина. Ею же наносились символические знаки.

## Поверья, связанные с Сийпанташем
В настоящее время камни Сийпанташа почитаются местными жителями как сакральное место, помогающее роженицам, бездетным и больным. По сей день здесь режут жертвенный скот, петухов в честь духа мифического Сийпанташота, то есть, в понимании окрестных жителей, это место пребывания духа-исцелителя.
Ритуальное и магическое значение имеет катание по наклонной гладкой скале под центральным навесом.
Интересны также поверья, связанные с «камнем очищения» Сийпанташа. «Камни очищения» распространены во многих местностях Центральной Азии и занимают прочное место в фольклоре. Обычно это огромная глыба, внизу и посередине которой находится проход. Изнутри он имеет различную форму, но, как правило, это узкий и труднопроходимый лаз. Задача желающего испытать себя — пройти через проход, выйти наружу с другой стороны и тем самым очиститься от грехов. Если греховность слишком велика — камень его не пропустит. Камень Сийпанташа — типичный образец «камня очищения».